# Abbaye Sainte-Marie de Lacock
Pour les articles homonymes, voir Abbaye Sainte-Marie.
L’abbaye de Lacock est une ancienne abbaye anglaise de chanoinesses augustiniennes fondée en 1232 et dissoute en 1539. Elle est située à Lacock dans le Wiltshire.

## Historique
L’abbaye est fondée en 1232 par Ela, comtesse de Salisbury, en mémoire de son mari Guillaume Longue-Épée. Sa fille Ela de Longespee aida aussi à la construction de l'abbaye. Elle est alors peuplée de chanoinesses de l’ordre de Saint-Augustin. En 1539, l’abbaye est dissoute et les religieuses doivent quitter Lacock. 

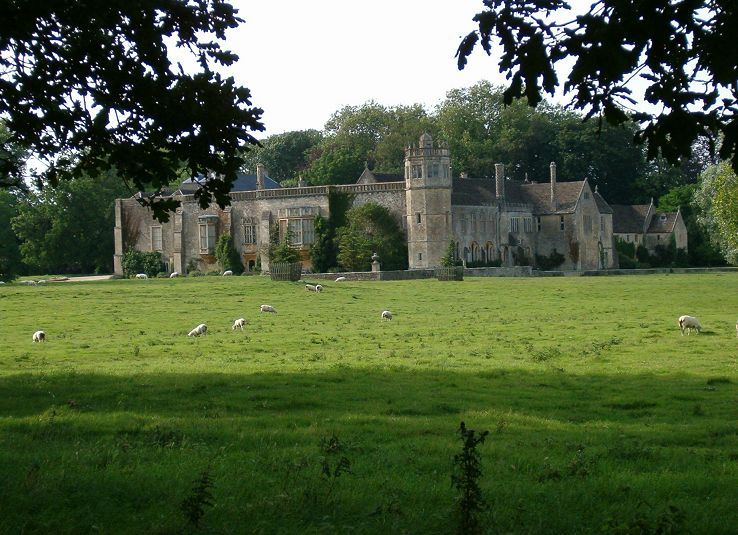

Le monastère et ses dépendances sont alors achetés par un noble de la cour d’Henri VIII, William Sharington (en), qui entreprend la conversion des bâtiments médiévaux pour en faire sa maison familiale. L’abbatiale est démantelée ; il maintient cependant, ce qui est peu fréquent à l’époque, une grande partie des structures monastiques — cloître, salle du chapitre, sacristie, salle du chapelain et chauffoir — et s’entoure d’architectes qualifiés pour les modifications entreprises. Bien que marié à trois reprises, Sharington reste sans descendance. Son frère Henry l’ayant rejoint, et la nièce de ce dernier, Olive, ayant épousé John Talbot de Salwarp, la famille Talbot prend possession des lieux.
Après 400 ans de possession des lieux par la famille, Matilda Talbot fait don des bâtiments (ainsi que de ceux du village dont elle est l’héritière, soit une grande majorité), au National Trust, en 1944. Aujourd’hui, l’abbaye sert de musée, consacré essentiellement à William Henry Fox Talbot (1800-1877) et à la photographie. On peut y voir un portrait de John Talbot (?1717-1778), datant des années 1760-1765, par Thomas Gainsborough.
Le domaine comprend un jardin paysager, un jardin botanique, une orangeraie, des serres, des vergers et une roseraie.

## Sur les écrans

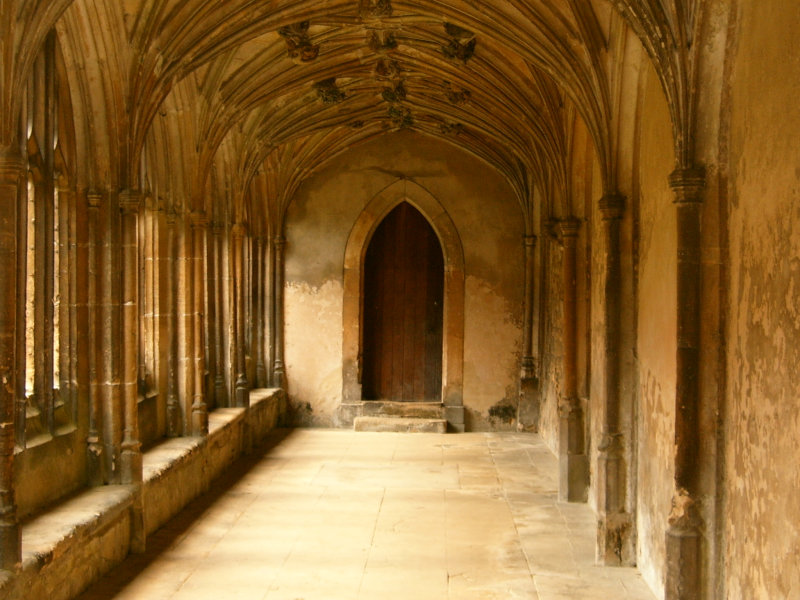
Abbaye de Lacock - Le cloître

L’abbaye de Lacock est un lieu de tournage très utilisé.
Ainsi, des séquences intérieures de plusieurs Harry Potter ont été filmées à Lacock, dont en 2002 Harry Potter et la Chambre des secrets en particulier dans le cloître lorsqu’Harry libère Dobby, et en 2009 Harry Potter et le prince de sang-mêlé. 
L’abbaye a aussi été un des deux sites principaux du tournage de la version 2008 du roman historique Deux Sœurs pour un roi (The Other Boleyn Girl).
Elle apparaît également dans d'autres productions britanniques, en particulier de la BBC :
- Plusieurs épisodes de la série en 26 épisodes (1984-1986) Robin des Bois (Robin of Sherwood), en particulier Robin Hood et le sorcier (1984) et Le Prétendant (1986)[3].
- Deux scènes de l'épisode 4 d'Orgueil et Préjugés de Simon Langton : l'intérieur de Cambridge (évoqué par Darcy dans sa lettre) et la cour du relais de poste.